# Lesobeng Airport
Lesobeng Airport är en flygplats i Lesotho.   Den ligger i distriktet Thaba-Tseka, i den centrala delen av landet, 100 km sydost om huvudstaden Maseru. Lesobeng Airport ligger 2 241 meter över havet.
Terrängen runt Lesobeng Airport är huvudsakligen kuperad, men söderut är den bergig. Terrängen runt Lesobeng Airport sluttar västerut. Runt Lesobeng Airport är det ganska glesbefolkat, med 42 invånare per kvadratkilometer. Trakten runt Lesobeng Airport består i huvudsak av gräsmarker.